# Vilar de Lomba
Vilar de Lomba ist ein Ort und eine ehemalige Gemeinde im Nordosten Portugals, in der Region Trás-os-Montes.

## Geschichte
Im 16. und 17. Jahrhundert gehörte der Ort zur Gemeinde São Jomil, im Kreis Vilar Seco de Lomba. Im Zuge der Verwaltungsreformen nach der Liberalen Revolution 1822 wurde der Kreis Vilar Seco de Lomba aufgelöst, und die Gemeinde São Jomil dem neuen Kreis Santalha angegliedert.
Um 1840 wurde Vilar de Lomba eine eigenständige Gemeinde des Kreises Vinhais.
Mit der Gebietsreform am 29. September 2013 wurden die Gemeinden Vilar de Lomba und São Jomil zur neuen Gemeinde União das Freguesias de Vilar de Lomba e São Jomil zusammengeschlossen, mit Vilar de Lomba als Sitz der neuen Gemeinde.

## Verwaltung
Vilar de Lomba war eine Gemeinde (Freguesia) im Kreis (Concelho) von Vinhais, im Distrikt Bragança. Die Gemeinde hatte eine Fläche von 22,03 km² und zählte 199 Einwohner (Stand 30. Juni 2011).
Zwei Ortschaften liegen im Gebiet der ehemaligen Gemeinde:
- Ferreiros de Lomba
- Vilar de Lomba

Im Zuge der Administrativen Neuordnung in Portugal 2013 wurden die Gemeinden Vilar de Lomba und São Jomil am 29. September 2013 zur neuen Gemeinde União das Freguesias de Vilar de Lomba e São Jomil zusammengeschlossen. Sitz der neuen Gemeinde wurde Vilar de Lomba.